# Wouter de Jong (acteur)
Wouter de Jong (Den Haag, 3 februari 1981) is een Nederlands acteur en zanger. 

## Loopbaan
Hij studeerde af in Nederlands recht en aansluitend volgde hij een opleiding aan de Amsterdamse Toneelschool. Daarna acteerde hij in onder andere Villa Achterwerk en Goede tijden, slechte tijden, waar hij bekend werd door zijn rol als Milan Alberts. Op theatergebied heeft De Jong onder andere bij het Noord Nederlands Toneel en bij Laura van Dolron gespeeld. 
Daarnaast volgde hij opleidingen tot compassie- en mindfulnesstrainer, onder andere aan de Vrije Universiteit Amsterdam.
In 2000 heeft De Jong, met zijn toenmalige popgroep Sushi Kids, een naamloos album uitgebracht met daarop Nederlandse versies van verschillende ABBA-liedjes.
Wouter de Jong is de auteur van Mindgym, sportschool voor je geest (2018), een boek over mentale gezondheid en het boek Superkrachten voor je hoofd.

## Privéleven
De Jong heeft een relatie met actrice Elise Schaap. In juli 2015 kregen zij een dochter.

## Filmografie
- 1996 - Oppassen!!! - Robbert
- 2001 - Leaves of Grass (videoclip van de band Dreadlock Pussy)
- 2002 - Goede tijden, slechte tijden - Milan Alberts (2002-2004)
- 2004 - Kees & Co - Wouter de Jong
- 2007 - Spoorloos verdwenen - Roald Hulzenbeck
- 2007 - Voetbalvrouwen - Wilbert Doornbos
- 2008 - S1NGLE - Bastiaan Huiskamp
- 2009 - Villa Achterwerk: De Popgroep - Daan (en andere rollen)
- 2009 - Flikken Maastricht - Tom Elgraa (Afl. Spelletjes)
- 2010 - Verloren jaren - Bart
- 2011 - Hart tegen Hard - Frank
- 2024 - Superkrachten voor je hoofd - Comic Con Alphawoman

## Discografie
- 2000 - Sushi Kids - Sushi Kids

- International Standard Name Identifier: 0000 0004 6472 9028
- Nederlandse Thesaurus van Auteursnamen: 413864464
- Virtual International Authority File: 69151533775202772528
- WorldCat: E39PBJdrFg4CD4DTTgkcBvYXVC